# Governo federale degli Stati Uniti d'America
Il governo federale degli Stati Uniti d'America (in inglese: Federal government of the United States of America) è l'insieme dei poteri pubblici che gestiscono il governo degli Stati Uniti d'America.

## Caratteristiche generali
Il diritto degli Stati Uniti d'America è fondato sulla Costituzione, ha le sue fonti nelle leggi approvate dal Congresso, nei regolamenti e in sentenze interpretative delle norme federali. Il sistema federale si divide in tre poteri distinti ("rami"): esecutivo, legislativo e giudiziario.
Secondo il sistema di separazione dei poteri, ciascuno di questi rami ha sia poteri per agire autonomamente, sia poteri per controllare gli altri due rami mentre, di converso, per altri aspetti ogni potere ricade sotto il controllo di un altro potere o degli altri due. Nessuna persona può inoltre far parte contemporaneamente di due poteri, differentemente da quanto avviene nei paesi europei a governo parlamentare.

## Potere legislativo

Il sigillo ufficiale del Congresso degli Stati Uniti

Il Potere legislativo a livello federale è esercitato dal Congresso. Il Congresso è un'assemblea legislativa bicamerale, composta dalla Camera dei rappresentanti e dal Senato. La Camera dei Rappresentanti è formata da 435 membri, ciascuno dei quali rappresenta un distretto e rimane in carica due anni. I seggi alla Camera sono distribuiti tra i vari Stati a seconda della popolazione. Il Senato, dal canto suo, è composto da due senatori per ogni stato (quindi da 100 senatori), che rimangono in carica per sei anni (ogni due anni viene rinnovato un terzo del Senato, contestualmente all'elezione dell'intera Camera dei rappresentanti).
Ogni camera ha poteri particolari ed esclusivi. Il Senato deve dare approvazione a molte importanti decisioni del Presidente e la Camera dei Rappresentanti deve introdurre ogni progetto di legge teso ad aumentare le entrate federali. Peraltro, le leggi debbono essere approvate da entrambe le camere. In generale i poteri del Congresso si limitano a quelli previsti dalla Costituzione, mentre tutti gli altri sono appannaggio degli Stati e del Popolo. Il Congresso ha però, grazie alla "necessary-and-proper clause" prevista dalla Costituzione, il potere di emanare ogni legge necessaria a rendere effettivi i suoi poteri (make all laws which shall be necessary and proper for carrying into execution the foregoing powers).
I membri della Camera e del Senato sono eletti mediante un sistema elettorale uninominale maggioritario a turno unico in ogni stato dell'Unione, eccezion fatta per la Louisiana e lo Stato di Washington, che adottano il doppio turno.
La Costituzione non aveva previsto l'istituzione di Commissioni parlamentari. Con lo sviluppo del paese e della sua politica, divenne però necessario che l'organo legislativo federale esplicasse il suo compito con una maggiore cognizione di causa. Il 108º Congresso aveva 19 commissioni alla Camera e 17 al Senato, oltre a quattro comitati congiunti, composti da membri di entrambe le camere e incaricati di supervisionare la Biblioteca del Congresso, la stampa, il fisco e l'economia. Inoltre, ogni camera può istituire comitati speciali per studiare problemi specifici. A causa del carico di lavoro, le commissioni del Congresso hanno originato molte sottocommissioni (circa 150).
Il Congresso ha la responsabilità di controllare e influire su diversi aspetti del potere esecutivo. La sorveglianza del Congresso previene sprechi e frodi, protegge le libertà civili e i diritti individuali, assicura che l'esecutivo osservi la legge, raccoglie dati per migliorare la formulazione delle leggi e informare la pubblica opinione. In generale, il Congresso controlla le attività del potere esecutivo in tutte le sue ramificazioni, dai dipartimenti alle agenzie esecutive, dalle commissioni di regolazione alle strutture della Presidenza.
Questa attività di sorveglianza assume varie forme:
- Indagini e audizioni delle commissioni congressuali;
- Consultazioni formali con il Presidente e rapporti forniti dallo stesso;
- L'approvazione del Senato per le nomine effettuate dal Presidente e per i Trattati da lui siglati;
- I procedimenti di impeachment. Essi vengono istruiti dalla Camera e giudicati dal Senato;
- I procedimenti, ai sensi del venticinquesimo emendamento della Costituzione, nel caso il Presidente divenga inabile alla funzione o se l'ufficio di Vice presidente risulti vacante;
- Riunioni informali tra membri del congresso e funzionari governativi;
- Partecipazione di membri del Congresso alle commissioni governative;
- Studi delle commissioni congressuali e delle agenzie di supporto del Congresso, come il Congressional Budget Office e il Government Accountability Office.

## Potere esecutivo
Il potere esecutivo è esercitato dal Presidente e dal Gabinetto di governo. Il Presidente e i suoi più stretti collaboratori sono indicati con il termine di Administration, quasi sempre associato al nome del Presidente.

### Il Presidente

Il sigillo ufficiale del Presidente degli Stati Uniti d'America

Il Presidente è capo dello Stato e del governo, oltre che comandante in capo delle Forze armate e massima autorità diplomatica. Secondo la Costituzione, il Presidente deve curarsi che "le leggi siano fedelmente applicate".
Per svolgere i suoi compiti, il Presidente dispone dell'apparato amministrativo federale, un enorme insieme di organizzazioni che impiega circa quattro milioni di persone, tra cui un milione di militari in servizio attivo. Inoltre, il Presidente ha importanti poteri legislativi e giudiziari. All'interno dell'apparato esecutivo, può promulgare "ordini esecutivi" (executive orders), che hanno forza di legge per gli organismi federali. Ha il potere di indirizzare messaggi al Congresso, che sovente si tramutano in iniziative legislative, soprattutto quando il legislativo è politicamente frammentato o è controllato da una maggioranza non ostile. Alcuni messaggi avvengono a data fissa, come il discorso sullo stato dell'Unione, che il Presidente pronuncia davanti al Congresso riunito in seduta comune all'inizio di ogni anno, in genere nell'ultimo martedì di gennaio. La Costituzione, peraltro, non prescrive che la relazione sullo Stato dell'Unione sia effettuata di persona: per gran parte del XIX secolo prese la forma di una lettera inviata al Congresso.
Il Presidente, che non può sciogliere le Camere o convocare elezioni anticipate, ha però il diritto di veto sulle leggi approvate dal Congresso. Il Congresso può superare il veto presidenziale solo riapprovando la legge con la maggioranza dei due terzi di ciascuna camera.
Il Presidente ha potere di graziare i condannati per reati federali (quindi, non coloro che hanno compiuto crimini ricadenti sotto le giurisdizioni statali) e, con il consenso del Senato, nomina i giudici della Corte Suprema e delle altre Corti federali.
Nella procedura di impeachment, finalizzata alla messa sotto accusa e all'eventuale rimozione del Presidente (e di altri funzionari federali) per tradimento, corruzione e altri gravi crimini, la Camera dei Rappresentanti svolge le funzioni istruttorie e, con voto a maggioranza, decide se dare corso al procedimento, formulando le contestazioni. Il Senato è organo giudicante e, con la maggioranza di due terzi, può destituire l'accusato.

### Il Vice Presidente
Il Vicepresidente degli Stati Uniti d'America è la seconda carica del governo. In caso di morte, dimissioni, destituzione o temporaneo impedimento del Presidente in carica, il Vice Presidente gli succede. I casi di impedimento temporaneo sono, ad esempio, lo stato di anestesia totale del presidente durante operazioni chirurgiche. La possibilità di successione, avvenuta nove volte nella non breve storia della carica, non è l'unico motivo di interesse per la figura del Vice Presidente. Secondo la Costituzione egli è presidente del Senato e, con la sua preferenza, può risolvere a favore dell'Amministrazione eventuali voti "in bilico" in questa camera. Il Vice Presidente può assumere una grande importanza nel lavoro quotidiano dell'Amministrazione, soprattutto quando riceve l'incarico di svolgere alcune funzioni presidenziali.

### L'esercizio del potere esecutivo
Il potere esecutivo federale è interamente assegnato al Presidente degli Stati Uniti; tuttavia il presidente spesso ne delega ampie porzioni ai membri del Gabinetto e ad altri funzionari. Il Presidente e il Vice Presidente sono eletti congiuntamente per quattro anni dall'apposito collegio di grandi elettori, nel quale a ciascuno Stato spetta un numero di seggi pari a quello che complessivamente ha nelle due camere del Congresso (anche il Distretto di Columbia è rappresentato nel collegio, sebbene non lo sia al Congresso, poiché è considerato "territorio di tutti gli stati").
La relazione tra il Presidente e il Congresso rispecchia quella tra la monarchia inglese e il rispettivo parlamento all'epoca della redazione della Costituzione degli Stati Uniti. Il Congresso con legge può porre limiti all'esercizio del potere esecutivo da parte del Presidente, anche riguardo alla sua funzione di comandante delle forze armate; tuttavia questo potere viene utilizzato molto raramente. Un esempio notevole furono i limiti posti alla strategia di bombardamenti sulla Cambogia attuata dal presidente Richard Nixon durante la Guerra del Vietnam. Il Presidente non può fare proposte di legge non avendo iniziativa legislativa (formalmente neanche per il bilancio preventivo federale), e deve quindi affidarsi a suoi sostenitori al Congresso che presentino formalmente a proprio nome e sostengano il suo programma legislativo. Dopo che un progetto di legge è stato approvato nello stesso testo da entrambe le camere del Congresso, la firma del Presidente è indispensabile perché il progetto diventi legge. Il Presidente ha quindi il potere di porre il veto alle leggi approvate dal Congresso. Il Congresso può però annullare un veto presidenziale con un voto a maggioranza dei due terzi in entrambe le camere. Il massimo potere che il Congresso può esercitare nei confronti del Presidente è quello di impeachment, cioè la rimozione del Presidente, a cui si giunge attraverso un voto della Camera, un processo tenuto dal Senato, e un voto del Senato a maggioranza dei due terzi. L'utilizzo (o la minaccia dell'utilizzo) di questo potere ha avuto importanti effetti politici nei casi dei presidenti Andrew Johnson, Richard Nixon, Bill Clinton e Donald Trump.
Il Presidente effettua le nomine di circa 2.000 funzionari esecutivi (tra cui membri del Gabinetto e ambasciatori), molte delle quali debbono essere approvate dal Senato.
Il presidente può anche emettere ordini esecutivi e ha potere di grazia. Tra i suoi doveri c'è anche il discorso sullo stato dell'Unione.

### Il Gabinetto di governo e i dipartimenti

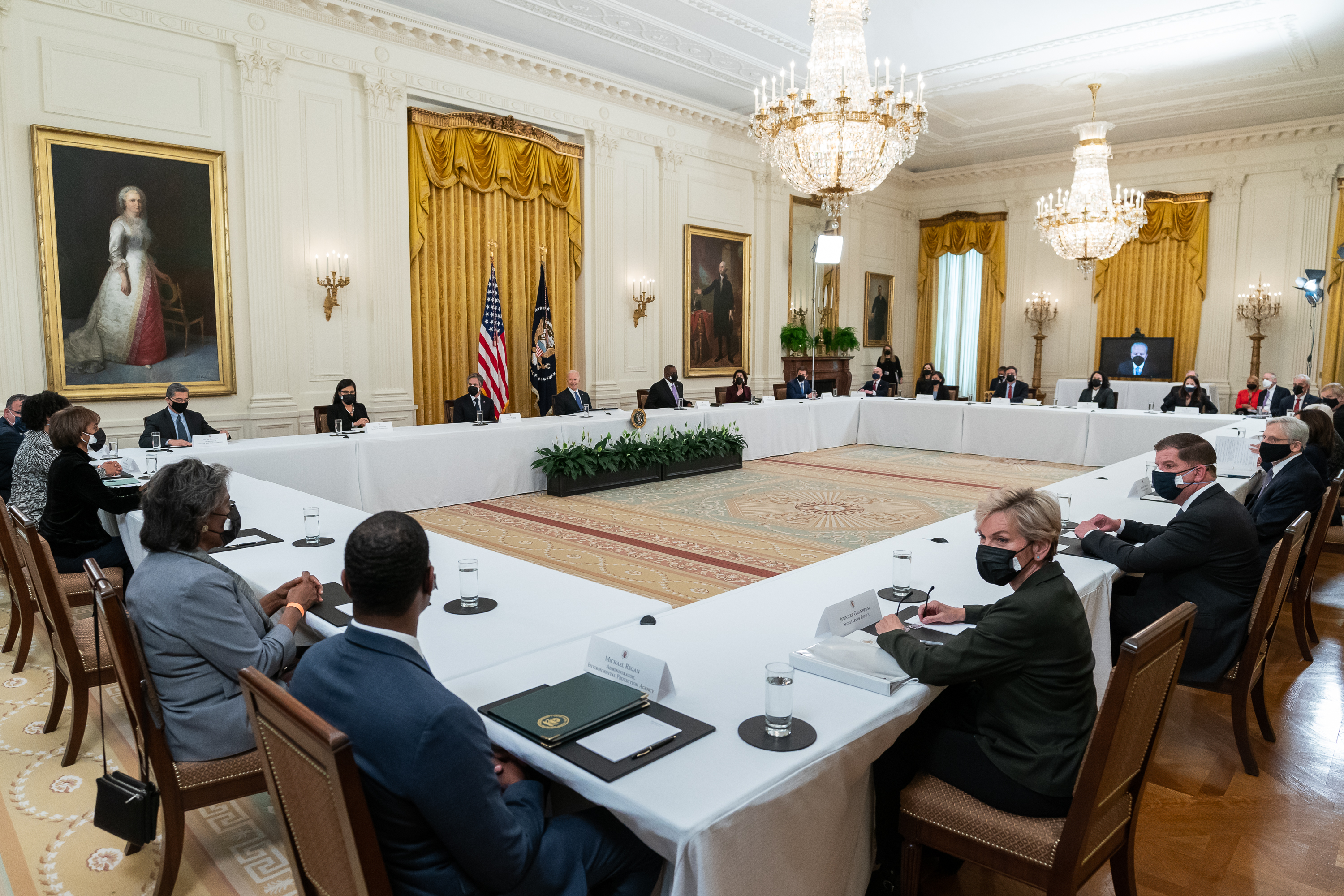
Riunione del Gabinetto Biden nell'aprile 2021

L'applicazione delle leggi federali e l'amministrazione sono affidate a diversi dipartimenti esecutivi federali, creati dal Congresso per gestire determinati ambiti di competenza, sia negli affari interni che in quelli esteri. I capi dei 15 dipartimenti - nominati dal Presidente e poi presentati al Senato per ottenere conferma o essere respinti (con votazione a maggioranza semplice) - formano il "Gabinetto di governo". 
È prevista l'incompatibilità con l'appartenenza a una delle due Camere. Questo comporta le immediate dimissioni da deputato o senatore, da parte di quei parlamentari che vengano nominati membri del Gabinetto.
I membri del Gabinetto presidenziale hanno la responsabilità di dirigere i dipartimenti (cioè i ministeri), tra cui quelli della Difesa, della Giustizia e il Dipartimento di Stato. I dipartimenti e i loro capi hanno il compito di applicare le leggi e i regolamenti federali e sono quindi dotati di considerevoli poteri regolatori e politici. Di particolare importanza è il Segretario di Stato: seppur di base egli sia il ministro degli Esteri, la sua particolare titolazione gli fu data con la ratifica della Costituzione, ispirandosi alla figura del Primo Ministro britannico, una cui corrispondente carica era stata "dimenticata" dai costituenti.

### Altri uffici governativi e agenzie
La Presidenza si avvale poi di una serie di uffici e organi consultivi, che vanno a formare l'Ufficio esecutivo del Presidente: oltre allo staff di supporto della Casa Bianca, rientrano Consiglio di sicurezza nazionale, l'Office of Management and Budget, il Council of Economic Advisers, l'Ufficio del. Rappresentante per il commercio, l'Office of National Drug Control Policy e l'Office of Science and Technology Policy. Sono invece sottoposte al controllo dei dipartimenti le agenzie federali come la National Security Agency (Difesa) o l'FBI (Giustizia).
Esistono poi diverse agenzie indipendenti, come la Central Intelligence Agency, la Food and Drug Administration e l'Agenzia per la protezione dell'ambiente. Una menzione meritano anche le società governative, come l'Amtrak.

## Potere giudiziario

Il sigillo ufficiale della Corte suprema degli Stati Uniti d'America

Il sistema giudiziario federale ha competenza su casi, civili e penali, che ricadono sotto la Costituzione, un atto del Congresso (ad esempio, una legge), o un trattato degli Stati Uniti; su casi riguardanti diplomatici stranieri negli Stati Uniti; su controversie in cui è parte il Governo federale; sulle controversie tra stati (o loro cittadini) e nazioni estere (o loro cittadini o sudditi); sui casi di bankruptcy (Diritto fallimentare). L'undicesimo emendamento ha escluso dalla giurisdizione federale i casi in cui il cittadino di uno Stato convenga in giudizio il governo di un altro Stato federato o una nazione estera. L'emendamento tace sul caso inverso, in cui uno Stato agisca contro il cittadino di un altro Stato.
I giudici federali vengono nominati dal Presidente, con conferma del Senato. La Costituzione salvaguarda l'indipendenza del potere giudiziario, prevedendo che i giudici federali rimangano in carica "during good behavior". Praticamente, l'incarico è a vita e in situazioni normali il giudice mantiene le funzioni fino alle dimissioni (o alla morte). Nel caso il giudice commetta reati, può subire l'impeachment come il Presidente e altri ufficiali federali. La Costituzione prevede anche che il Congresso non possa ridurre il trattamento economico ai giudici in carica. Questa garanzia vale, appunto, per i soli giudici in carica e il Congresso è quindi libero di prevedere compensi inferiori per coloro che devono ancora essere nominati.

### La Corte Suprema
La più alta istanza del sistema giurisdizionale federale è la Corte Suprema, composta da nove giudici, nominati a vita dal Presidente (nomina che deve essere confermata dal senato). 
La Corte giudica sulle materie di pertinenza del governo federale, sulle dispute tra Stati e sull'interpretazione costituzionale. Può dichiarare l'incostituzionalità delle leggi e dell'operato del Governo, rendendo nulle le leggi e creando un precedente per successive decisioni e per l'interpretazione del diritto.
Al di sotto della Corte Suprema si trovano le Corti d'appello e, al primo grado della giurisdizione federale, le Corti distrettuali.

### Il sistema federale delle Corti
Attualmente, il sistema delle corti federali è il seguente: Corte Suprema, 13 Corti d'appello, 94 corti distrettuali, due corti di giurisdizione speciale. Il Congresso mantiene il potere di creare e abolire corti federali, come anche di determinarne il numero di giudici. Non può, però, abolire la Corte Suprema.
La Corte Suprema, così come le Corti d'appello e quelle distrettuali esercitano la general jurisdiction. Ciò significa che queste corti trattano, in via generale e residuale, tutte le cause civili e penali. Potremmo quindi, fatte salve le notevoli differenze tra i due ordinamenti, paragonare la general jurisdiction alla giurisdizione ordinaria italiana. Le altre corti, come le bankruptcy courts e le tax courts, esercitano una giurisdizione speciale, diretta a trattare solo certe materie. Le bankruptcy courts fanno parte delle corti distrettuali, ma non vengono considerate parte del sistema giurisdizionale previsto dalla Costituzione (articolo III), in quanto i loro giudici non hanno l'incarico a vita. Similmente, anche le tax courts non rientrano nell'ambito delle Article III courts.
Le district courts sono tribunali di primo grado ("trial courts"). Le corti d'appello, oltre a svolgere le funzioni di Giudice di secondo grado riguardo alle decisioni delle corti distrettuali, giudicano anche in prima istanza su certe decisioni prese dalle agenzie federali. La Corte Suprema, oltre a essere il Giudice di ultima istanza del sistema federale, giudica anche sugli appelli proposti contro le decisioni delle corti supreme statali prese in una materia di competenza federale. In poche materie, la Corte Suprema ha giurisdizione esclusiva e finale sullo scrutinio di costituzionalità decentrato condotto da tutti i giudici degli Stati Uniti.

### Il sistema giudiziario statale
Accanto al sistema di corti federali, vi è la giurisdizione degli Stati federati degli Stati Uniti d'America, ciascuno dei quali costituisce un sistema giuridico autonomo e dispone di leggi proprie, sostanziali e procedurali. In genere, i giudici federali non trattano casi ricadenti sotto il diritto statale. I processi che riguardano alcune materie su cui hanno giurisdizione le corti federali possono però essere svolti anche davanti alle istanze statali. Entrambi i sistemi di corti hanno quindi giurisdizione esclusiva su determinate materie e una giurisdizione concorrente su altre.
In ogni Stato esiste infatti una Corte suprema (State supreme court), che è l'ultima istanza per l'interpretazione delle leggi e della costituzione statale. Una sentenza statale può essere appellata davanti alle corti federali soltanto se verta su una materia federale, ossia concernente la Costituzione degli Stati Uniti, i trattati internazionali, le leggi e le altre fonti del diritto federali.

## Diritto di voto
Il diritto di voto è cambiato molto col passare del tempo. Nei primi anni dell'Unione, il voto era considerato materia degli Stati e solitamente veniva previsto solo per i bianchi di sesso maschile, che possedevano terra. Elezioni dirette venivano tenute solo per la Camera dei Rappresentanti e per le legislature statali, anche se ciò variava a seconda dei casi. In origine, i due rappresentanti di ogni stato al Senato erano eletti a maggioranza dalle assemblee legislative statali. Il diciassettesimo emendamento, ratificato nel 1913, ha stabilito l'elezione diretta anche per i senatori.
Oggi, grazie anche al ventiseiesimo emendamento costituzionale, tutti i cittadini hanno diritto di votare dall'età di 18 anni, senza distinzione di razza, sesso, reddito e condizione sociale. Entrambe le camere del Congresso sono elette direttamente. Esistono eccezioni, soprattutto a carico di coloro che hanno ricevuto condanne penali.
Peraltro la rappresentanza dei territori e di Washington al Congresso è limitata alla presenza di un delegato senza diritto di voto, sebbene i residenti di Washington siano soggetti alle leggi e alla tassazione federale.

## Il governo locale

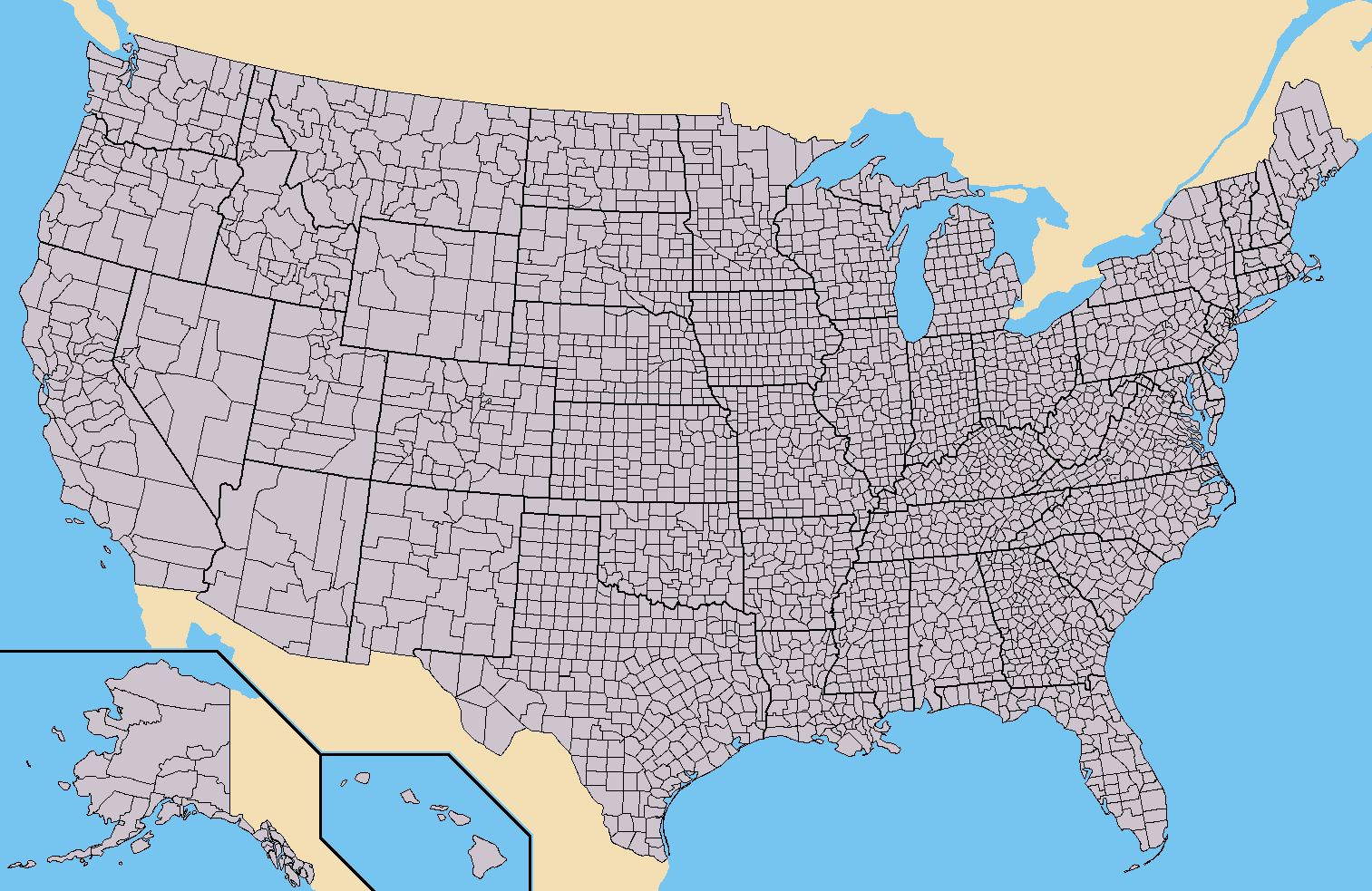
Mappa degli Stati Uniti, con evidenziate le contee dei vari stati (la Louisiana è divisa in parrocchie, l'Alaska in boroughs). Alaska e Hawaii hanno una scala diversa. Le Isole Aleutine e alcune isole hawaiiane disabitate non rientrano nella mappa

I governi dei vari stati hanno, sulla vita quotidiana degli statunitensi, un'influenza maggiore di quella delle autorità federali. Ogni Stato ha una Costituzione scritta, un suo sistema di governanza dei governi statali. Centinaia di leggi, sentenze e executive orders hanno influenzato i rapporti tra stati e autorità tribali, ma hanno tenuto ben distinte le due entità. Le tribù hanno sistemi di governo molteplici, che variano da un consiglio investito di tutti gli affari tribali, a larghe e complesse burocrazie, con diverse autorità investite delle distinte funzioni. Le tribù sono libere di determinare il proprio sistema di governo e investire dell'autorità consigli o presidenti eletti o capi rpicamente i consigli cittadini e di contea. Le autorità locali hanno potere normativo su materie come traffico, vendita di alcolici eccetera. La più alta autorità, sia di una town che di una city è, in genere, il sindaco. Nella Nuova Inghilterra, certe comunità locali attuano forme di democrazia diretta. In altri stati, al contrario, le autorità di contea hanno funzioni ben maggiori, come la raccolta delle imposte e il mantenimento della polizia.